# Yun Young-sook
Yun Young-Sook, född 10 september 1971 är en bågskytt från Sydkorea, som tog två medaljer vid bågskyttetävlingar i olympiska sommarspelen 1988.